# Karl Gustav Vollmöller
Karl Gustav Vollmöller (Stoccarda, 7 maggio 1878 – Los Angeles, 18 ottobre 1948) è stato uno scrittore tedesco.
Nipote di Karl Vollmöller, fu membro del circolo di Stefan George, suo modello ed ispiratore. Nel 1903 tradusse la Francesca da Rimini di Gabriele D'Annunzio.
La sua opera più importante fu Il prodigio (1912), dramma religioso messo in scena anche a Broadway.